# Marc Allégret
Marc Allégret (ur. 22 grudnia 1900 w Bazylei, zm. 3 listopada 1973 w Paryżu) – francuski reżyser i scenarzysta filmowy.
Początkowo miał zostać prawnikiem, studiował nawet prawo, ostatecznie wybrał jednak karierę filmowca. W jego dorobku znalazło się ponad 50 produkcji.
Zasiadał w jury konkursu głównego na 13. MFF w Cannes (1960).

## Filmografia

### Reżyseria
- 1932: Fanny (Zabawna historia)
- 1934: Zouzou
- 1934: Dzisiejsza miłość
- 1935: Piękne dni
- 1936: Przygoda w Paryżu
- 1936: Razumov: Sous les yeux d’occident
- 1937: Serce Paryża
- 1938: Wejście dla artystów
- 1939: Korsarz
- 1942: Piękna przygoda
- 1944: Dziewczęta z kwiatowego wybrzeża
- 1955: Kochanek lady Chatterley
- 1956: Stokrotka
- 1958: Bądź piękna i milcz
- 1963: Ten wstrętny celnik
- 1970: Bal u hrabiego d’Orgel

### Scenariusz
- 1934: Dzisiejsza miłość
- 1955: Kochanek lady Chatterley
- 1956: Stokrotka
- 1958: Bądź piękna i milcz
- 1970: Bal u hrabiego d’Orgel

## Życie prywatne
Był starszym bratem Yves’a Allégreta.
18 października 1938 poślubił Nadine Vogel, z którą rozwiódł się 19 grudnia 1950.